# Пахолюк, Иван Арсентьевич
Иван Арсентьевич Пахолюк (1916—1967) — подполковник Советской Армии, участник Великой Отечественной войны, Герой Советского Союза (1943).

## Биография
Иван Пахолюк родился 22 сентября 1916 года в селе Цибулев (ныне — посёлок в Монастырищенском районе Черкасской области Украины). Окончил восемь классов школы и два курса зоотехникума. В сентябре 1936 года Пахолюк был призван на службу в Рабоче-крестьянскую Красную Армию. В 1939 году он окончил Томское артиллерийское училище. С сентября 1941 года — на фронтах Великой Отечественной войны.
Во время обороны Одессы лейтенант Пахолюк командовал взводом артиллерийской разведки 422-го гаубичного артиллерийского полка.
К сентябрю 1943 года гвардии капитан Иван Пахолюк командовал дивизионом 154-го гвардейского артиллерийского полка 76-й гвардейской стрелковой дивизии 61-й армии Центрального фронта. Отличился во время битвы за Днепр. 29 сентября 1943 года дивизион Пахолюка поддерживал своим огнём действия пехоты во время её переправы через Днепр в районе села Мысы Репкинского района Черниговской области Украинской ССР и захвата плацдарма на его западном берегу. Оперативно переправив свой дивизион на плацдарм, Пахолюк со своими товарищами отражал немецкие контратаки, что способствовало успешному удержанию и расширению плацдарма.
Указом Президиума Верховного Совета СССР от 16 ноября 1943 года за «образцовое выполнение заданий командования и проявленные при этом мужество и героизм» гвардии капитан Иван Пахолюк был удостоен высокого звания Героя Советского Союза с вручением ордена Ленина и медали «Золотая Звезда» за номером 2945.
В 1956 году в звании подполковника Пахолюк был уволен в запас. Проживал в Сочи. Скончался 14 июля 1967 года.

## Награды
Был также награждён:
- двумя орденами Красного Знамени (09.06.1945, 30.12.1956);
- орденом Александра Невского (14.08.1944)[3];
- орденом Отечественной войны 1-й степени (12.02.1945);
- двумя орденами Красной Звезды (26.08.1943, 19.11.1951);
- рядом медалей[1].

## Память
В честь Пахолюка названа улица в его родном селе.